# Golden Rule Kate
Pour plus de détails, voir Fiche technique et Distribution.
Golden Rule Kate est un film américain réalisé par Reginald Barker, sorti en 1917.

## Synopsis
Avec son associé Slick Barney, Mercedes Murphy, alias "Golden Rule Kate", tient un saloon à Paradise (Nevada). Rude en affaires, elle est plus douce chez elle, où elle vit avec sa demi-sœur Olive. Cette dernière est l'objet des attentions de Slick, mais aussi d'un cow-boy au grand cœur, surnommé "The Heller".
Lorsqu'un vent de réforme touche Paradise, le Révérend Gavin McGregor fait construire une église juste à côté du saloon. D'abord opposée à cette construction, elle est si touchée par les sermons du révérend qu'elle décide de fermer son saloon. Peu après, elle découvre qu'Olive a été violée et que le révérend serait en cause. Finalement, "The Heller" découvre que c'est Barney le coupable et le tue. Néanmoins, elle ferme définitivement le saloon et de prépare à quitter la ville avec Olive quand le révérend lui avoue son amour et lui demande de rester.

## Fiche technique
- Titre original : Golden Rule Kate
- Réalisation : Reginald Barker
- Scénario : Monte M. Katterjohn
- Photographie : Robert Newhard
- Société de production : Triangle Film Corporation
- Société de distribution : Triangle Distributing Corporation
- Pays d’origine :  États-Unis
- Langue originale : anglais
- Format : noir et blanc — 35 mm — 1,37:1 — Film muet
- Genre : Western
- Durée : 50 minutes (5 bobines)
- Dates de sortie :  États-Unis : 12 août 1917
- Licence : domaine public

## Distribution
- Louise Glaum : Mercedes Murphy, "Golden Rule Kate"
- William Conklin : Révérend Gavin McGregor
- Jack Richardson : "Slick" Barney
- Mildred Harris : Olive
- John Gilbert : "The Heller"
- Gertrude Claire : Mme McGregor, la mère de Gavin
- Josephine Headley : "Vegas" Kate
- J.P. Lockney : "Nose Paint" Jonas
- Milton Ross : Jim Preston